# Nesploy
Nesploy – miejscowość i gmina we Francji, w Regionie Centralnym, w departamencie Loiret.
Według danych na rok 2007 gminę zamieszkiwały 362 osoby, a gęstość zaludnienia wynosiła 30 osób/km². Wśród 1842 gmin Centre, Nesploy plasuje się na 989. miejscu pod względem powierzchni.